# 富張広司
富張 広司（とみはり ひろし、1936年（昭和11年） - ）は、日本の木版画家。

## 概要
茨城県猿島郡境町に生まれる。茨城県立境高等学校を経て、1957年（昭和32年）に茨城大学教育学部美術科を修了し、茨城県の公立小学校の学校教員となる。その後、独学で木版画制作を始め、ノースウエスト国際版画展をはじめとした様々な作品を出展していった。
1978年（昭和53年）には文化庁芸術家海外研修員および日米友好基金の日米芸術家交換生としてニューヨークに一年間滞在した。 その後、1981年（昭和56年）に教員を退職して、画業に専念し始め、1983年（昭和58年）にホノルル美術館にて個展を開催した。
1992年（平成4年）に栃木県小山市に富張木版画美術館を開館し、栃木県小山市に移り住んだ。
2003年（平成15年）には茨城県芸術祭美術展・横山大観賞を受賞し、2009年（平成21年）に画業50周年記念展を開催し、2013年（平成25年）に富張広司近作木版画展を開催する。
現在
- モダンアート協会会員　日本美術家連盟会員[3]

## 主な作品収蔵
出典：
- 東京国立近代美術館
- 京都国立近代美術館
- メトロポリタン美術館 等

## 主な作品
出典：
- 雲立つ(A)
- 波返して
- スペース・トルソ(B)
- Wave Rock（A）
- Wave Rock (B)
- 雲トルソ（A）
- 雲トルソ（B）

## 著書
- Handsシリーズ簡単木版画 - はじめてする人の手づくり教室（発売/発行・大泉書店、1981年10月）　ISBN  9784278043037